# Sjoerd van de Wouw
Sjoerd Cornelis van de Wouw (Tilburg, 30 november 1969) is een Nederlandse bioloog/diergedragswetenschapper en dierenrechtenactivist.

## Loopbaan
Van de Wouw was bij de stichting Wakker Dier verantwoordelijk voor de communicatiestrategie waar hij mede aan de wieg stond van de veranderde koers van Wakker Dier. De actiegroep maakt zijn punt niet langer over de rug van de veehouder, maar via de weg van de consumentendruk op supermarkten.. 
Van de Wouw was in 2010 finalist voor "Communicatieman/vrouw van het Jaar", met verwijzing naar campagnes zoals de "kiloknaller" waar hij volgens de jury liet zien hoe met zeer bescheiden middelen een grote impact mogelijk is. In 2012 werd hij nummer 9 op de Duurzame 100 lijst van Trouw, een lijst die jaarlijks wordt gemaakt met de 100 Nederlanders die het meest hebben betekend voor duurzame ontwikkeling.
Van de Wouw is, als campagneleider kindermarketing en misleidende reclame, betrokken bij de consumentenorganisatie Foodwatch, die misstanden in de voedselindustrie aan de kaak stelt.

## Politiek
Sjoerd van de Wouw richtte in 1992 samen met Volkert van der Graaf de Vereniging Milieu-Offensief op. De connectie met Van der Graaf, die in 2002 Pim Fortuyn vermoordde, leidde in 2006 tot bezorgde reacties van het CDA en de PVV, toen bekend werd dat Van de Wouw als adviseur betrokken was bij de fractie in de Tweede Kamer van de Partij voor de Dieren (PvdD). Marianne Thieme van de PvdD stelde in een reactie het ‘zeer kwalijk’ te vinden dat het CDA meteen boven op de berichtgeving sprong, aangezien Van de Wouw geen crimineel verleden heeft en na de moord op Fortuyn helemaal is doorgelicht.